# Sabin
Sabin és una població dels Estats Units a l'estat de Minnesota. Segons el cens del 2000 tenia 421 habitants.

## Demografia
Segons el cens del 2000, Sabin tenia 421 habitants, 152 habitatges, i 117 famílies. La densitat de població era de 541,8 habitants per km².
Dels 152 habitatges en un 46,1% hi vivien nens de menys de 18 anys, en un 69,1% hi vivien parelles casades, en un 5,9% dones solteres, i en un 22,4% no eren unitats familiars. En el 15,8% dels habitatges hi vivien persones soles el 3,9% de les quals corresponia a persones de 65 anys o més que vivien soles. El nombre mitjà de persones vivint en cada habitatge era de 2,77 i el nombre mitjà de persones que vivien en cada família era de 3,15.
Per edats la població es repartia de la següent manera: un 29,2% tenia menys de 18 anys, un 7,1% entre 18 i 24, un 38% entre 25 i 44, un 18,8% de 45 a 60 i un 6,9% 65 anys o més.
L'edat mediana era de 32 anys. Per cada 100 dones de 18 o més anys hi havia 112,9 homes.
La renda mediana per habitatge era de 43.523 $ i la renda mediana per família de 51.250 $. Els homes tenien una renda mediana de 31.838 $ mentre que les dones 19.886 $. La renda per capita de la població era de 15.776 $. Entorn del 2,7% de les famílies i el 6,4% de la població estaven per davall del llindar de pobresa.

## Poblacions més properes
El següent diagrama mostra les poblacions més properes.